# Монте Орјоло (Фиренца)
Монте Орјоло је насеље у Италији у округу Фиренца, региону Тоскана.
Према процени из 2011. у насељу је живело 72 становника. Насеље се налази на надморској висини од 291 м.